# Попов, Богдан Максимович
Богда́н Макси́мович Попо́в (6 июня 2003 года, Красноярск) — российский скелетонист, победитель и призёр чемпионатов России, призёр этапов Кубка Европы. Мастер спорта России.

## Биография
Учился в 99-й школе Красноярска, откуда также вышли участник Олимпийских игр Евгений Рукосуев и участник юношеской Олимпиады Кирилл Валентович. До скелетона занимался лёгкой атлетикой и баскетболом. Первый тренер — Владимир Гутников.
На юниорском уровне был победителем первенства России и Спартакиады молодёжи России. На взрослом уровне вызывался в сборную России, был призёром этапа Кубка Европы в Латвии.
В 2022 году стал вице-чемпионом России, проиграв только олимпийскому чемпиону Александру Третьякову. В 2024 году занял третье место на чемпионате России в одиночной гонке, а также победил в смешанных командных соревнованиях вместе с Алёной Фроловой.
На соревнованиях представляет Красноярский край. Тренируется у Андрея Свистова.

## Достижения
- Чемпион России (2024, смешанные соревнования)
- Вице-чемпион России (2022)
- Бронзовый призёр чемпионата России (2024)
- Бронзовый призёр этапа Кубка Европы (2021)